# لابو لابو
لابو لابو قائد فلبيني في جزيرة ماكتان إحدى جزر بيسايا الفلبينية. ينظر إليه الفلبينيون كأول بطل قومي قاوم الاستعمار الإسباني حيث اشتهر بقتاله ضد ماجيلان في معركة ماكتان فجر يوم 27 أبريل 1521، تلك المعركة التي أعاقت بعثة ماجلان وأخرت الاستعمار الإسباني للفلبين أربعين عاما حتى وصلتها حملة ميغيل لوبيز دي ليجازبي سنة 1564. وإكراما لذكراه بني له نصب تذكاري في مانيلا وجزيرة سيبو، بينما تضع كلا من الشرطة الفلبينية ومكتب حماية الحرائق صورته على الشعار.
لا يعرف الكثير عن لابو لابو سوى أنه كان منافسا راجا هومابون حاكم جزيرة سيبو، والوثائق الموجودة عن حياته هي تلك التي كتبها انطونيو بغافتا. أما إسمه وأصله ودينه ومصيره فهي لا تزال مثار جدل.

## الاسم
عرف لابو لابو أيضا بالأسماء التالية: تسيلابولابو وسيلابولابو وسالبولاكا وكاليبولاكو ولابولابو ديمانتاغ.
لا يزال اسم لابو لابو التاريخي مثيرا للخلاف. وأقدم اسم تم تسجيله كان من المستكشف الإيطالي أنطونيو بيغافتا الذي رافق ماجلان إلى الفلبين. حيث سجّل أسماء اثنين من زعماء جزيرة «متان» وهما «زولا» و «تسيلابولابو». والمقدمة التشريفية تسي أو سي هي ترجمة مشوهة من السنسكريتية. وفي شرح لطبعة 1890 لأنطونيو دي مورغا هجأ خوسيه ريزال الاسم ب«سيلابولابو». ويذكر كتاب وقائع أجينيد بأنه «لابولابو ديمانتاغ».
وكثيرا ما يستخدم لقب ساليب (ومشابهاتها مثل ساريبادو وسابيد وبادوكا وسري بادوكا وساليبادو وغيرها) باعتباره تشريف ل لابو لابو وكل الأمراء أو الداتو لأرخبيل بيسايا. وبالرغم من شيوع الاعتقاد بأنها مستمدة من اللقب الإسلامي خليفة، إلا انها قد يكون مستمدة من اللقب السنسكريتي سري بادوكا وتعني «صاحب السمو»، مثلها مثل اللقب سي. لا يزال اللقب سري بادوكا إلى الآن يستخدم في ماليزيا.
وأشار الشاعر الفلبيني كارلوس كالاو في القرن 17 إلى لابو لابو باسم «كالي بولاكو» (وربما قراءة خاطئة لحرف Ç التي استخدمها بيغافيتا بالتهجئة) في قصيدته Que Dios Le Perdone (أن يغفر الله له). وقد إعتمد اسم «كالي بولاكو» لاحقا باعتباره أحد الأسماء المستعارة لبطل الفلبين ماريانو بونس في الثورة الفلبينية. وذكر إعلان استقلال الفلبين في كافيته II إل فيجو 1898 اسم لابو لابو بلقب "ري كاليبولاكو دي مانكتان  [ك‍]" (الملك كاليبولاكو لماكتان).

## بداية حياته

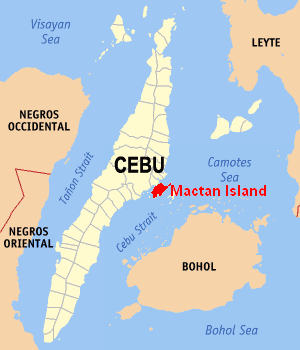
جزيرة ماكتان في سيبو

الذكر الوحيد لإسم لابو لابو قبل وصول الإسبان كان عبر السجلات الشفوية لما قبل الاستعمار في عهد راجا توباس آخر ملوك سيبو (توفي 1565). وقد كتبت تلك السجلات بلغة البايباين وجمعت في كتاب Aginid, Bayok sa Atong Tawarik («الانزلاق، قصائد لتاريخنا») سنة 1952 لجوفيتو أبيلانا. وقد سجلت تلك الوقائع تأسيس مملكة راجا سيبو على يد سري لوماي (ويعرف راجامودا لوماي)، وهو أمير من سلالة چولا الهندية في سومطرا. حكم إبنيه سري ألهو وسري أوكوب جزيرتي سيالو ونهالين المجاورتين. وتسمى منطقة الجزيرتين باسم بولوا كانغ دايانغ أو كانغدايا (وتعني حرفيا «الجزر التابعة لدايا»). وعرف عن سري لوماي سياساته صارمة في الدفاع ضد الغزاة وتجار الرقيق المورو من مينداناو. استخدامه تكتيكات الأرض المحروقة لصد الغزاة إلى ظهور اسم كانغ سري لوماينغ سغبو (وتعني حرفيا «نار سري لوماي العظيمة») على المدينة، والتي اختصرت بعدها إلى سغبو («الأرض المحروقة»).
وبعد مقتل سري لوماي في معركة حربية، خلفه أصغر أبنائه سري بانتوغ، فحكمها من منطقة سنغابالا (وتعني حرفيا«مدينة الأسد») وهي الآن مابولو داخل مدينة سيبو الحديثة. توفى سري بانتوغ بوباء الطاعون فخلفه ابنه راجا هومابون (ويعرف أيضا بسري هومابون أو راجا هومبارا). تطورت المنطقة خلال حكم هومابون فأضحت مركزا مهما للتجارة. فاشتهر ميناء سوغبو بين الناس باسم سينيباوينغ هينغبت (وتعني مركز تجاري)، ثم اختصر الاسم إلى سيبو (متاجرة أو للتجارة) وهو الاسم الحالي لسيبو.
تلك الفترة شهدت أول ذكر لإسم لابولابو، حيث قدم من بورنيو وسأل هومابون مكانا للإستيطان، فأعطاه منطقة مانداويلي (ماندناو الآن) ومعها جزيرة تعرف باسم أوبونغ (أو أوبون)، أملا في أن تستزرع قبيلة لابولابو تلك المنطقة، وقد نجح لابولابو في استزراع تلك المنطقة وتصدير الإنتاج الزراعي إلى ميناء سيغبو مما أدى إلى اثراء منطقته. ولكن مالبثت ان تدهورت العلاقات بين لابولابو وهومابون بسبب انتقال لابولابو إلى القرصنة. فقام بسلب سفن التجار التي تمر عبر جزيرة أوبونغ، مما سبب بتضرر التجارة في سيغبو. فنالت الجزيرة لقب مانغاتانغ («وتعني قطاع طرق أو هؤلاء الذين يعملون الكمائن»)، ثم تطور الاسم إلى «ماكتان».

## معركة ماكتان
كان لابولابو أحد اثنين من داتو الماكتان عند وصول الإسبان الأرخبيل، والآخر كان إسمه زولا، وهما من طبقة الماجينو (طبقة نبلاء). وعندما وصل المستكشف البرتغالي فرديناند ماجلان الفلبين تحت إمرة إسبانيا وافق زولا على دفع الجزية للملك الإسباني في حين رفض لابو لابو ذلك.
وفي منتصف ليلة 27 أبريل 1521 قاد ماجلان قوة مكونة من 60 جنديا إسبانيا ومابين 20-30 من سفن الهومابون تحمل مقاتلين آتين من سيبو. فوصلوا ماكتان قبل الفجر بثلاث ساعات. لكن وبسبب النتوءات الصخرية ووجود الشعاب المرجانية لم تتمكن السفن من الوصول إلى ساحل الماكتان. بل استطاع الرسو بصعوبة على مسافة بعيدة عن الشاطئ. فاضطروا ان يواجهوا قوة من 1500 من مقاتلي لابولابو -حسب انتونيو بيغافتا- مسلحين بالسيوف والسهام ورماح البامبو
أعاد ماجلان عرضه على لابولابو بأنه لن يمسه بسوء إن أقسم بالولاء إلى راجا هومابون ويخضع لملك إسبانيا ويدفع الجزية، ولكن لابولابو رفضها مرة أخرى. وطالب لابولابو ماجلان بالقتال، إلا أن المعركة لم تبدأ إلى الصباح، حيث حاول ماجلان اقناع مقاتلي الهومابون بالبقاء في سفنهم وأن جنوده بأسلحتهم المتطورة ودروعهم كفيلون بإنهاء المعركة. اجتاز ماجلان الشاطئ بصعوبة ومعه 49 من جنوده المدرعون ومسلحون بالحراب والسيوف والسهام وبنادق المسكيت لمجابهة رجال لابولابو. وبدأ بإضرام النار في بعض المنازل القريبة من الشاطئ لتخويفهم، ولكن ذلك أثار هياج وغضب المحاربون فقتلوا مباشرة اثنين من الإسبان عند بدء الاشتباك، وأصيب ماجلان في ساقه بسهم مسموم. فطلب من رجاله التراجع فعاد أكثرهم إلا قلة بقيت لحمايته، فاثار ذلك انتباه الأهالي بأنه قائد المهاجمين، فتعرض لهجوم مركز، وتكاثر عليه المهاجمون. حتى قتل ومعه عدد من حمايته أما الباقي فقد هرب إلى السفن التي تنتظرهم.
يعتقد المؤرخ وليام سكوت أن ربما كان عداء لابولابو هو نتيجة فرضية خاطئة لماجلان. فقد اعتقد أن بنية المجتمع الفلبيني القديم هي نفسها في المجتمع الأوروبي (أي الأسر الملكية هي التي تحكم المنطقة). وقد يكون هذا الكلام صحيحا في السلطنات الإسلامية في مينداناو، أما هيكلة مجتمع البيسايا هو اتحاد فضفاض من دولة مدينة (أكثر دقة: مشيخة). وأقوى داتو في هذا الاتحاد ليست لديه إلا قوة محدودة على داتو الأخرين، وإن لم تكن لديه السيطرة المباشرة على أراضي الداتو الآخرين. وقد اعتقد ماجلان أن هيومابون بما أنه ملك سيبو فمعناه -حسب ظنه- أنه ملك ماكتان أيضا. وهذا خطأ، فموقع ماكتان المقسمة بين لابولابو وزولا كانت لها أهمية بحيث يمكنها اعتراض السفن التجارية التي تدخل ميناء سيبو الخاضعة لهيومابون. لذا يكون لابولابو بالواقع أقوى من هومابون نفسه. أو على الأقل حاكم ماكتان بلا منازع. بالإضافة إلى أن هيومابون نفسه كان متزوجا من ابنة اخ لابولابو. لذلك فعندما طالب ماجلان لابولابو بالخضوع كما فعل ملكه هيومابون، كان مضمون رده:«أنه غير مستعد بأن يقدم فروض الولاء والطاعة لشخص كان بالسابق قائد».
وذكر كتاب وقائع أجينيد بأن هيومابون كان يهدف لدفع الأسبان لقتال عدوه لابو لابو. وإن لم يشارك رجاله الذين رافقوا ماجلان تلك المعركة، ولكن ساهموا في استعادة الجرحى الأسبان. وقد قام هيومابون بعدها بقتل سبعا وعشرين إسبانيا عن طريق تسميمهم في مأدبة دعاهم إليها. وسبب ذلك وفقا لوقائع أجنيد أن الإسبان قاموا باغتصاب نساء الأهالي، وربما يكون أيضا لمساعدة خادم ماجلان ومترجمه الملاوي إنريكي الملاكي في الحصول على حريته، لأن الإسبان يرفضون إطلاق سراحه بالرغم من أن ماجلان عبر بصراحة انه سيكون حرا بعد وفاته. وفي محاضرة لجيوفاني باتيستا رامزيو ذكر فيها أن إنريكي حذر رئيس «السوبوث» أن الإسبان يتآمرون للقبض على الملك وتلك المعلومة أدت إلى قتلهم في المأدبة. وقد بقي إنريكي في سيبو مع هيومابون في حين فر الإسبان إلى جزيرة بوهول.
أبحرت البعثة بثلاث سفن وعليها عدد غير كاف من الرجال، مما اجبرهم على التخلى عن «كونسيبسيون». اما السفن المتبقية - «ترينيداد» و «فيكتوريا» - فقد أبحرت إلى جزر التوابل (إندونيسيا حاليا). من هناك انقسمت البعثة إلى مجموعتين. طاقم ترينيداد بقيادة غونزالو غوميز دي اسبينوزا حاول الإبحار شرقا عبر المحيط الهادئ إلى برزخ بنما، إلا أن الماء بدا بالتسرب في السفينة فخلصوا إلى أنها بحاجة إلى وقت لإصلاح الخلل. وبعد إصلاحها غادرت السفينة إلى إسبانيا عبر المحيط الهادئ، ولكنها وقعت في أيدي البرتغاليين، وبعد ذلك دمر إعصار تلك السفينة عندما كانت راسية تحت قبضتهم. أما السفينة فكتوريا فإنها أبحرت غربا إلى إسبانيا بقيادة خوان سباستيان إلكانو حتى وصلت شلوقة في إسبانيا سنة 1522. وفي سنة 1529 تخلى كارلوس الخامس ملك إسبانيا عن جميع مطالباته بجزر الملوك إلى البرتغال في معاهدة سرقسطة. ولكن مع هذا استمر استعمار إسبانيا الجديدة في الأرخبيل الفلبيني.
بعد المعركة وخروج البعثة الإسبانية عادت المياه إلى مجاريها بين لابولابو وهيومابون. ثم قرر لابولابو العودة إلى بورنيو ومعه أحد عشر من أبنائه وزوجاته الثلاث، وسبعة عشر من رجاله. ولم يعرف عنه بعد ذلك شيئا.
أما عن إسبانيا فقد استمرت في إيفاد الحملات الإستكشافية إلى الجزر بعد رحلة ماجلان، وكانت خمس رحلات: لوايسا (1525) وكابوت (1526) وسافيدرا (1527) وفيلالوبوس (1542) ولجازبى (1564). وكانت حملة لجازبى الأكثر نجاحا لأنها أدت إلى استعمار الجزر.

## الديانة

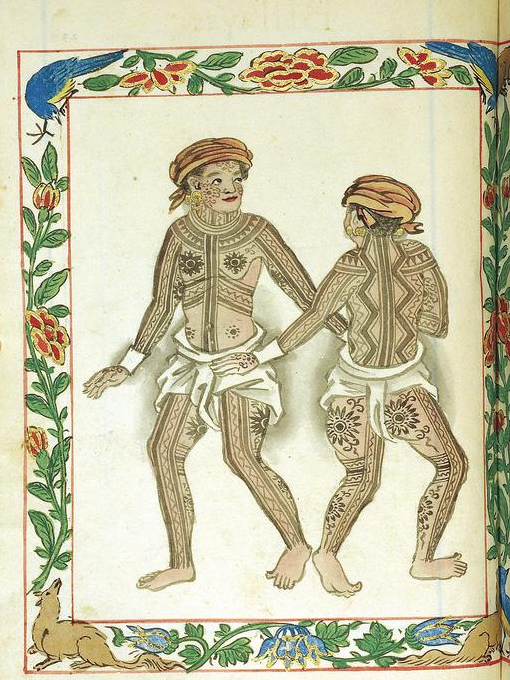
رسم تصويري للوشم الباساياني في مخطوطات ملونة (حوالي 1595)

أثار دين لابولابو جدلا طويلا. حيث يعتقد سكان أرخبيل سولو أن لابولابو كان من مسلما من شعب توسوك أو شعب سما-باجاو. كما يعتقد البعض أن لابو لابو وهيومابون هما من أسسا سلطنة سيبو المسلمة؛ أو على الأقل كان لابو لابو هو من أسس سلطنة سولك في جزيرة سيبو بجانب راجا سيبو بموافقة هيومابون.
إلا انه من المعروف أن أهالي الباسايا كانت لهم ممارسة واسعة الانتشار للوشم، والتي أخذها منهم الإسبان وأسموها Pintados، فقد لاحظ بغافتا الذي سجل لقاء ماجلان مع أهالي سيبو أن جسد راجا هيومابون كان موشوما. ولاحظ أيضا أكلهم لحم الخنزير والكلاب وشرب نبيذ النخيل «العرق». فضلا عن العرف الشائع بثقب القضيب (تاكبوك أو سكرة). فالوشم وأي تعديل للجسم، وأيضا اكل لحم الخنزير والكلاب وشرب الخمر هي من المحرمات في الإسلام.
ويقول المؤرخين المعاصرين لتلك الفترة أن لقب الإله الأعلى في دين أهالي الباسايان هو «أبا» حسب بغافتا و«كان-اون» (وينطق أيضا «آون») حسب الوؤرخ اليسوعي بيدرو شيرينو سنة 1604. لا يوجد أي ذكر للإسلام بالمقارنة مع إله التغالوغ «باتالا». وهذا هو على النقيض من الأماكن الأخرى التي زارتها بعثة ماجلان حيث حدد بغافتا بسهولة المسلمين الذين واجههم (حيث لقبهم بالمورو نسبة للمورو وهم مسلمي أسبانيا وشمال أفريقيا، ليميزهم عن «الوثنيين» أصحاب آلهة عديدة). وقد وصف بوضوح خلال التعميد الجماعي لأهالي سيبو إلى المسيحية بأنهم كانوا «وثنيين» وليسوا مورو:

بالواقع فقد قاوم أهالي باسايان اعتناق الإسلام كما ذكرت ذلك قصيدة الملاحم دياندي في كتاب وقائع أجينيد. وكان اسم عاصمة الجزيرة سغبو («الأرض المحروقة») قد اشتق من طريقة دفاع الأهالي ضد غارات مسلمين مندناو المورو، حيث كانوا يحرقون مساكنهم بالكامل لمنع أعمال النهب. وأطلقوا على المغيرين لقب ماجالوس (مدمري السلام). وكما نوقش في القسم السابق وقائع تأسيس مملكة راجا سيبو على يد سري لوماي وهو جد راجا هيومابون وأمير من سلالة تشولا ذات الأصول الهندية.
من المرجح أن أهالي سيبو بالرغم من صلتهم الثقافية لمسلمي المورو إلا ان غالبيتهم عباد الأرواح (لا يختلفون عن لوماد مينداناو) أو ذوو الأصول الهندية (مثل مملكة بوتوان المعاصرة لوصول الإسبان). بالرغم من ذلك لا يزال الاعتقاد أن لابو لابو كان مسلما من شعب توسوك أو شعب سما-باجاو، منذ أن سجل في الأجنيد عن كونه («رجل البحر») ودخيل استقر في سيبو قادما من «بورنيو». وكلا الشعبين لديهم ثقافة قوية متوجهة نحو البحرية.

## تراث لابولابو

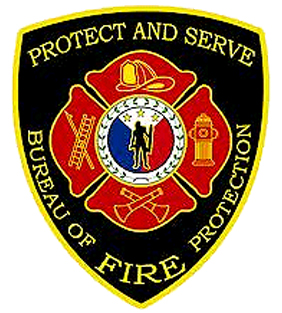
ختم مكتب حماية الحرائق ويظهر فيه خلفية لابولابو

يحترم الفلبينيون لابو لابو باعتباره أول أبطال الفلبين. فقد أقامت الحكومة الفلبينية تمثال تكريما له هو في جزيرة ماكتان، وتم نقل اسم مدينة أوبون في سيبو إلى مدينة لابو لابو. ووضع تمثال له في حديقة ريزال في العاصمة مانيلا، وأيضا وضعت صورته على الختم الرسمي للشرطة الوطنية الفلبينية. وقد تم وضع صورته على نقد 1 سنتافو عملة الفلبين سنوات 1967-1974.
خلال انعقاد الدورة الأولى للمؤتمر ال14 للكونغرس الفلبيي اقترح السناتور ريتشارد جوردون مشروع بقانون أن يعلن يوم 27 أبريل عطلة رسمية للفلبين تعرف باسم Adlaw ni Lapu-Lapu (اللغة السيبوانية: «يوم لابولابو»). ويوجد شارع في حي بسان فرانسيسكو بالولايات المتحدة يسمى باسم شارع لابو لابو نسبة إليه.
تقول أساطير الأهالي أن لابولابو لم يمت ولكن تحول إلى حجر، وهو منذ ذلك الحين يحرس بحر ماكتان. ويرمي الصيادين في الجزيرة النقود على حجر بهيئة رجل كوسيلة لطلب الإذن لصيد السمك بمنطقة الزعيم. ويتداول الأهالي أسطورة أخرى تتعلق بتمثال لابولابو المقام في وسط ساحة البلدة مقابل مبنى قاعة المدينة القديم، حيث يقع مكاتب رؤساء البلديات. مجهزا قوسه بوضع جاهز لرمي سهمه للعدو. واقترح بعض الأهالي المؤمني بالخرافات بتغيير القوس والنشاب بالسيف، بعد وفاة ثلاثة رؤساء بلديات سابقين بسبب الأزمة القلبية.
وفي الإعلام فقد تم إنتاج فيلمين عن حياة لابولابو الأول سنة 1955‏ والآخر سنة 2002.

## الضريح
ينتصب تمثال لابولابو بارتفاع 20 متر (66 قدم) على قاعدة من البرونز في مدينة لابولابو تكريما له.

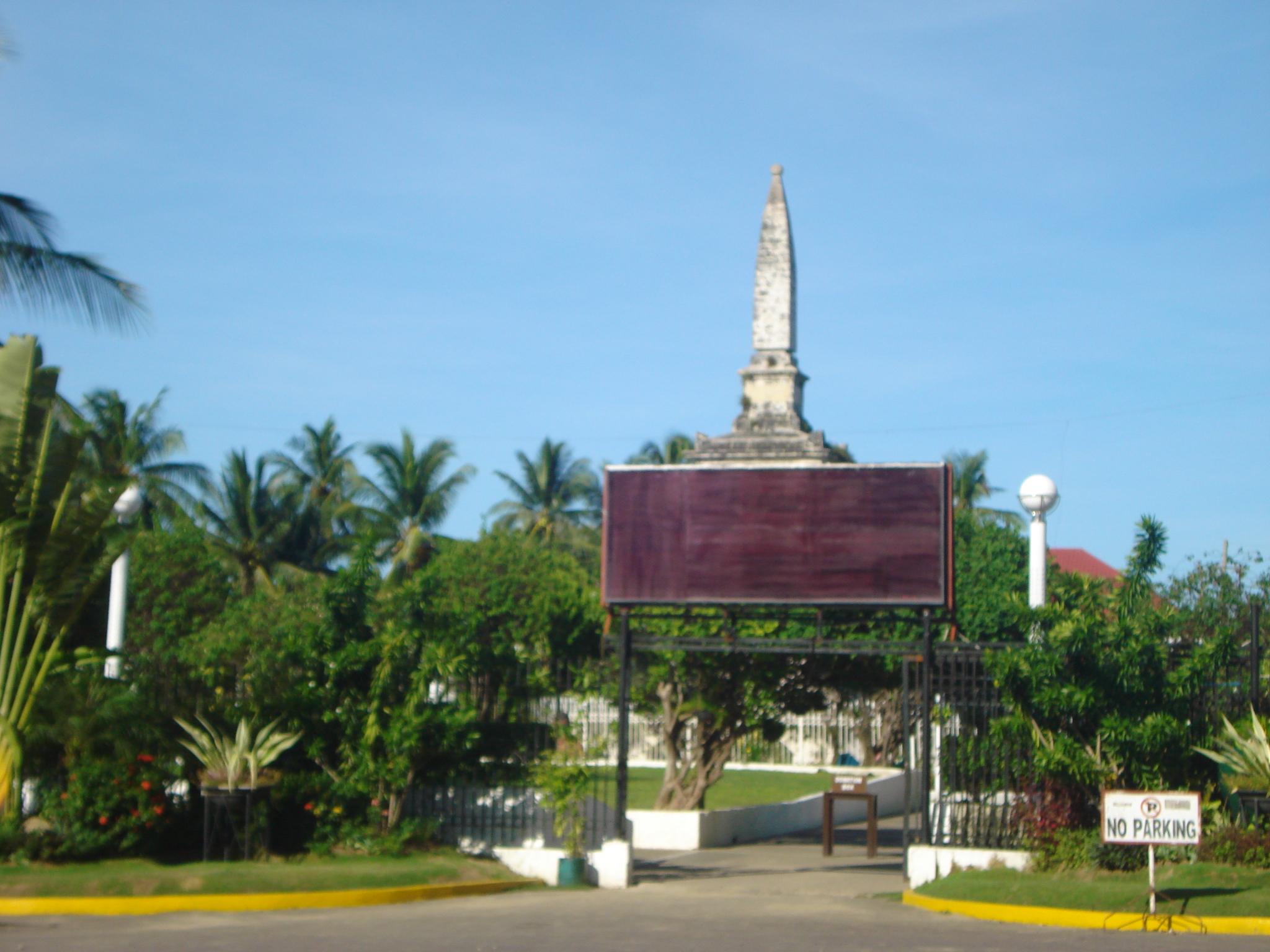
مدخل ضريح ماكتان
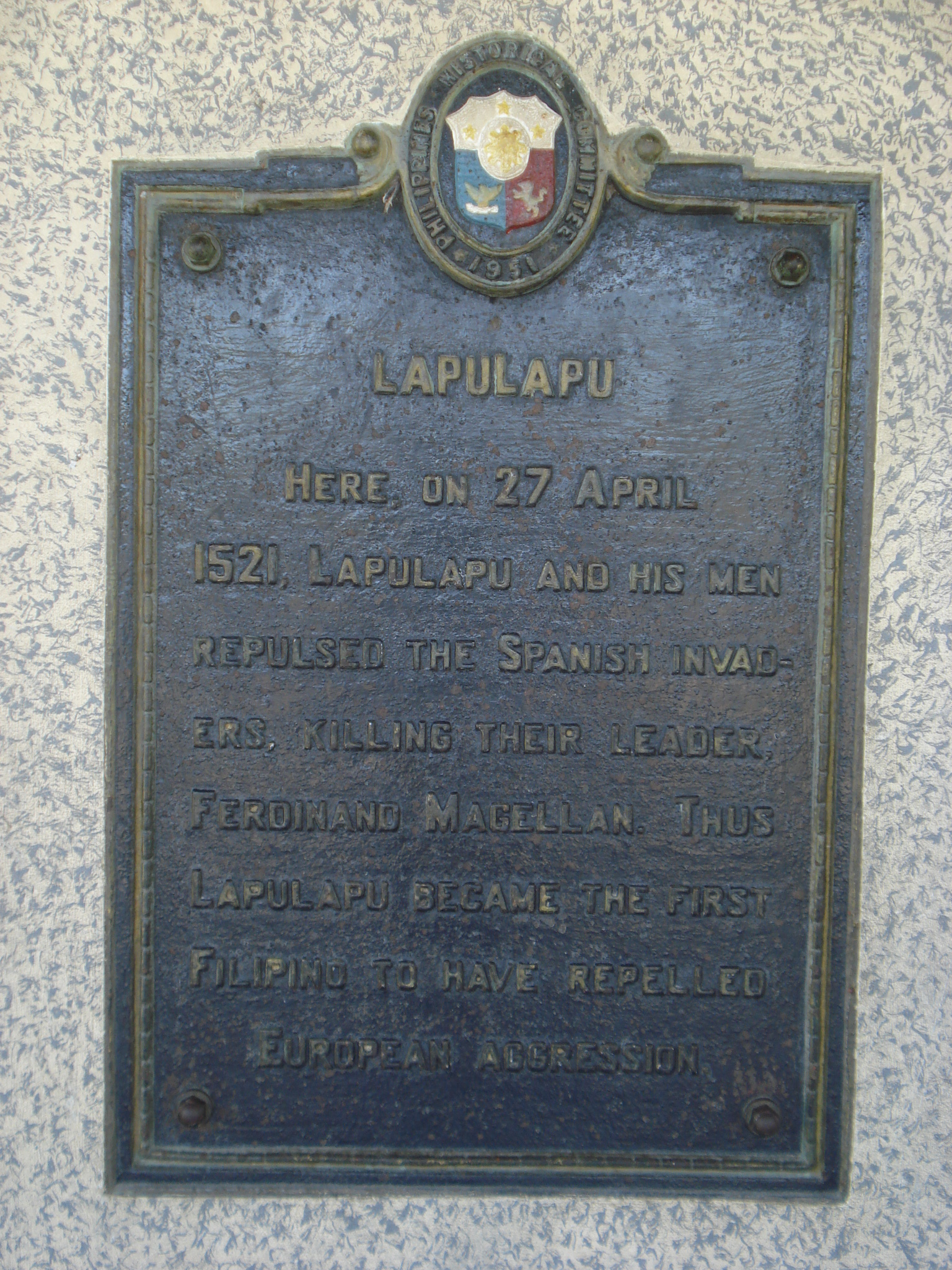
لوحة تسرد قصة الدفاع عن ماكتان
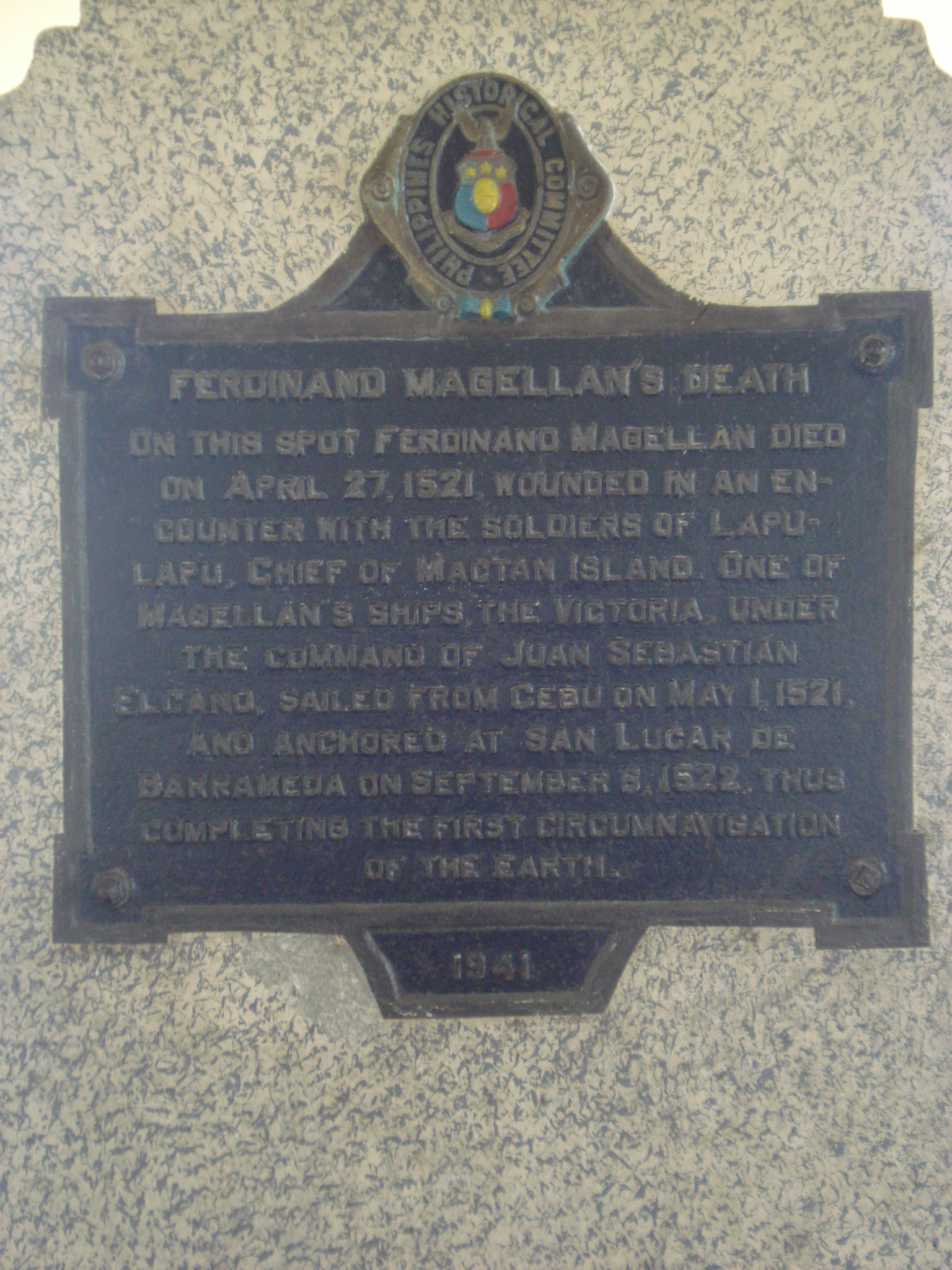
لوحة تسرد قصة مقتل ماجلان

## قراءات أخرى
- Agoncillo, Teodoro A. "Magellan and Lapu-Lapu". Fookien Times Yearbook, 1965, p. 634.
- Alcina, Francisco, Historia de las Islas e Indios de Bisaya, MS 1668.
- Correa, Gaspar, Lendas de India, Vol. 2, p. 630.
- Cruz, Gemma, "Making Little Hero of Maktan."
- Estabaya, D. M., "445 Years of Lapu-lapu", Weekly nation 1: 26-27, April 25, 1966.
- Pigafetta, Antonio, Primo Viaje en Torno al Globo Terraqueo, Corredato di Notte de Carlo Amoteti, Milano, 1800.

## وصلات أخرى
- لابولابو نسخة محفوظة 19 سبتمبر 2009 على موقع واي باك مشين.
- Lapu-Lapu (1955) IMDb
- Lapu-Lapu (2002) IMDb
- لابولابو - مقاتل من الفلبين (فيديو)